# Chapmanville (Virginia Occidental)
Chapmanville es un pueblo ubicado en el condado de Logan en el estado estadounidense de Virginia Occidental. En el Censo de 2010 tenía una población de 1256 habitantes y una densidad poblacional de 718,44 personas por km².

## Geografía
Chapmanville se encuentra ubicado en las coordenadas 37°58′15″N 82°1′13″O / 37.97083, -82.02028. Según la Oficina del Censo de los Estados Unidos, Chapmanville tiene una superficie total de 1.75 km², de la cual 1.69 km² corresponden a tierra firme y (3.41%) 0.06 km² es agua.

## Demografía
Según el censo de 2010, había 1256 personas residiendo en Chapmanville. La densidad de población era de 718,44 hab./km². De los 1256 habitantes, Chapmanville estaba compuesto por el 98.17% blancos, el 0.24% eran afroamericanos, el 0% eran amerindios, el 0.56% eran asiáticos, el 0% eran isleños del Pacífico, el 0.4% eran de otras razas y el 0.64% pertenecían a dos o más razas. Del total de la población el 1.35% eran hispanos o latinos de cualquier raza.